# Grand Prix Brasil de Voleibol
Grand Prix Brasil de Voleibol foi uma competição de voleibol realizada entre 2002 e 2004. Nas últimas edições, apenas o campeonato masculino foi disputado.

## Resultados

### Masculino
| Ano  | Sede            | Campeão    | Vice-campeão | Terceiro lugar |
| ---- | --------------- | ---------- | ------------ | -------------- |
| 2002 | São Ludgero     | Ulbra      | Unisul       | EC Banespa     |
| 2003 | Bento Gonçalves | Unisul     | Ulbra        |                |
| 2004 | Tubarão         | EC Banespa | Unisul       |                |

### Feminino
| Ano  | Campeão    |
| ---- | ---------- |
| 2002 | ACF Campos |